# Джордан Томпсън (тенисист)
Джордан Томпсън (на английски: Jordan Thompson) е австралийски тенисист. 

## Биография
Джордан Томпсън е роден на 20 април 1994 г. в Сидни, Австралия.

## Кариера
Джордан Томпсън достига до най-високо класиране в света, до номер 26 на сингъл и номер 7 на двойки. Той печели една титла на сингъл и седем на двойки от ATP. Към 2024 г. той е номер 3 австралийски играч на сингъл и номер 1 на двойки.

## Кариерна статистика

### ATP финали (1 титли; 4 финала)
|        | П–З | Година | Турнир               | Клас      | Настилка | Опонент          | Резултат                |
| ------ | --- | ------ | -------------------- | --------- | -------- | ---------------- | ----------------------- |
| Загуба | 0–1 | 2019   | Росмален Чемпиъншипс | 250 серии | Трева    | Адриан Манарино  | 6–7(7–9), 3–6           |
| Загуба | 0–2 | 2023   | Росмален Чемпиъншипс | 250 серии | Трева    | Талон Грикспоор  | 7–6(7–4), 6–7(3–7), 3–6 |
| Победа | 1–2 | 2024   | Лос Кабос Оупън      | 250 серии | Твърда   | Каспер Рууд      | 6–3, 7–6(7–4)           |
| Загуба | 1–3 | 2024   | Атланта Оупън        | 250 серии | Твърда   | Йошихито Нишиока | 6–4, 6–7(7–2), 2–6      |